# Điện ảnh kỹ thuật số

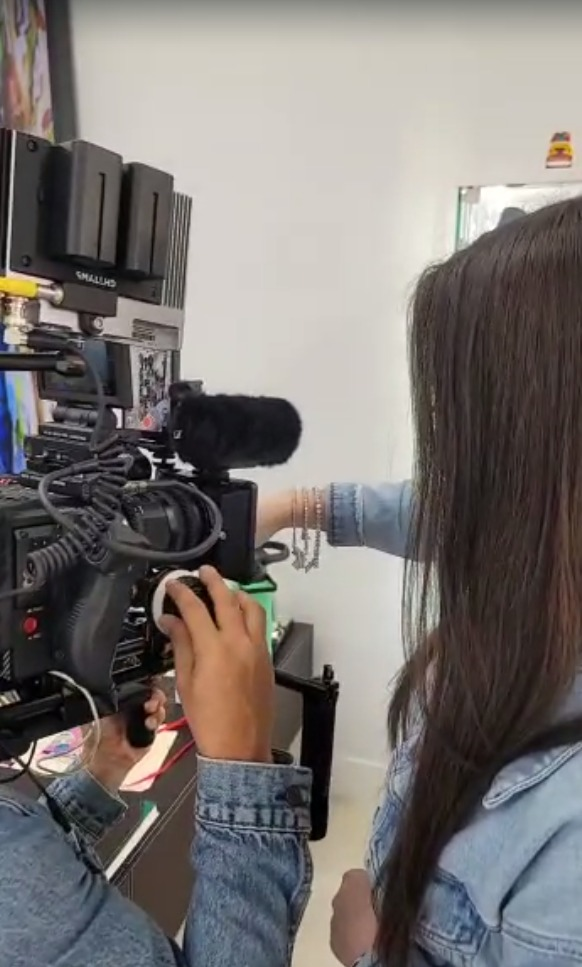
Một người đang quay phim điện ảnh bằng máy quay tại Miami vào năm 2023

Điện ảnh kỹ thuật số (tiếng Anh: Digital cinema) là một thuật ngữ nói đến việc sử dụng công nghệ kỹ thuật số để phát hành, hoặc trình chiếu phim, khác với phương pháp sử dụng phim âm bản truyền thống. Một bộ phim có thể được phát hành qua ổ đĩa cứng, mạng Internet, đường truyền vệ tinh chuyên dụng hoặc đĩa quang như đĩa DVD và Blu-ray. Phim kỹ thuật số được trình chiếu bằng các máy chiếu kỹ thuật số thay vì sử dụng các máy chiếu phim truyền thống. Điện ảnh kỹ thuật số khác với truyền hình độ nét cao và không phụ thuộc vào việc sử dụng các chuẩn, tỉ lệ và tốc độ khung hình dùng cho truyền hình hay video độ nét cao. Trong điện ảnh kỹ thuật số, độ phân giải được thể hiện bằng số pixel chiều ngang, thường là 2K (2048×1080 hay 2.2 megapixels) hoặc 4K (4096×2160 hay 8.8 megapixels).

## Lịch sử
Việc trình chiếu các tập tin phim ảnh kỹ thuật số độ phân giải cao 2K đã có ít nhất 20 năm bề dày lịch sử với những hệ thống đệm truyền tải hình ảnh có dung lượng lưu trữ lớn. Phim thường bị giới hạn với độ dài chỉ vài phút. Việc truyền tải nội dung giữa các địa điểm cách xa nhau thường chậm chạp và lượng dữ liệu truyền đi hạn chế. Phải đến cuối thập niên 1990 người ta mới có thể truyền tải các dự án phim chiếu rạp qua 'cáp' (đường truyền Internet hoặc các đường dây chuyên biệt).
Vào ngày 23 tháng 10 năm 1998, công nghệ máy chiếu DLP CINEMA đã lần đầu tiên được trình diễn trước công chúng thông qua việc ra mắt bộ phim "The Last Broadcast". Cùng với Texas Instruments, công nghệ DLP đã được trình diễn đại chúng tại năm rạp ở nước Mỹ (Philadelphia, PA, Portland Oregon, Minneapolis Minnesota, Providence Rhode Island và Orlando Florida). Đó là bộ phim chiếu rạp đầu tiên được quay, biên tập và phát hành hoàn toàn dựa trên công nghệ kỹ thuật số.
Ngày 18 tháng 6 năm 1999, công nghệ máy chiếu DLP CINEMA được trình diễn trước công chúng lần thứ hai tại ba phòng chiếu ở khu vực Bắc Mỹ (Los Angeles và New York) thông qua việc ra mắt bộ phim của hãng Lucasfilm, Chiến tranh giữa các vì sao (Phần I): Bóng ma đe dọa. Các rạp được trang bị máy chiếu kỹ thuật số lúc bấy giờ đã trình chiếu các cảnh phim trực tiếp từ hệ thống máy tính của hãng Pixar Animation. Ngày 19 tháng 1 năm 2000, Cộng đồng công nghiệp Điện ảnh và Truyền hình, ở Bắc Mỹ, đã khởi xướng một nhóm các chuẩn đầu tiên dành riêng cho việc phát triển Điện ảnh kỹ thuật số. Ngày 2 tháng 2 năm 2000: Philippe Binant (công ty phim Gaumont) ra mất hệ thống trình chiếu điện ảnh kỹ thuật số đầu tiên ở châu Âu (Paris) với công nghệ DLP CINEMA để chuẩn bị cho lần ra mắt phim Câu chuyện đồ chơi 2.
Tính đến tháng 12 năm 2000, đã có 15 phòng chiếu phim kỹ thuật số ở Bắc Mỹ, 11 ở Tây Âu, 4 ở châu Á và 1 ở Nam Mỹ.
Tổ chức Digital Cinema Initiatives (DCI) được thành lập vào tháng 3 năm 2002 dưới hình thức một dự án liên kết giữa nhiều hãng phim lớn (gồm Disney, Fox, MGM, Paramount, Sony Pictures Entertainment, Universal và Warner Bros. Studios) để phát triển một bản đặc tả kỹ thuật mang tính hệ thống cho điện ảnh kỹ thuật số.
Vào tháng 4 năm 2004, trên cơ sở hợp tác với Hiệp hội các nhà điện ảnh Hoa Kỳ (American Society of Cinematographers), DCI đã tạo ra một bộ tiêu chuẩn thử nghiệm (bộ tiêu chuẩn ASC/DCI StEM) để thử nghiệm công nghệ trình chiếu và nén hình ảnh 2K và 4K. Cùng năm đó, DCI chọn JPEG2000 làm cơ sở cho việc nén dữ liệu trong hệ thống.
Đến giữa năm 2006, có khoảng 400 rạp chiếu phim được trang bị máy chiếu kỹ thuật số độ phân giải 2K và con số này tăng dần theo từng tháng. Một số phim 3D kỹ thuật số đã ra mắt năm 2006 và nhiều nhà làm phim xuất sắc đã chọn sản xuất các bộ phim tiếp theo dưới định dạng 3D lập thể. Năm 2007, ở nước Anh đã xuất hiện các rạp chiếu phim lớn hoàn toàn tương thích với chuẩn DCI ở châu Âu, đó là Odeon Hatfield và Odeon Surrey Quays (London) với tổng cộng 18 phòng chiếu kỹ thuật số được đưa vào sử dụng ngày 9 tháng 2 năm 2007. Đến tháng 3 năm 2007, khi phim Gặp gỡ gia đình Robinson của hãng Disney được phát hành, có khoảng 600 phòng chiếu đã được trang bị các máy chiếu kỹ thuật số độ phân giải 2K hỗ trợ công nghệ 3D lập thể Real D Cinema, được quảng cáo dưới nhãn hiệu Disney Digital 3-D. Tháng 6 năm 2007, Arts Alliance Media thông báo về các thoả thuận đầu tiên về điện ảnh kỹ thuật số có mục đích thương mại ở châu Âu Virtual Print Fee (VPF) (với hãng Twentieth Century Fox và Universal Pictures).
Tính đến tháng 7 năm 2007, đã có một số rạp chiếu phim ở Singapore trình chiếu phim kỹ thuật số độ phân giải 4K sử dụng các máy chiếu kỹ thuật số 4K của Sony. Đến tháng 9 năm 2007, rạp Muvico Theaters Rosemont 18 ở Rosemont, Illinois trở thành rạp chiếu phim đầu tiên ở Bắc Mỹ trang bị các máy chiếu kỹ thuật số độ phân giải 4K của Sony cho tất cả 18 phòng chiếu của mình. Đến tháng 3 năm 2009, rạp AMC Theatres thông báo họ đã hoàn tất một thoả thuận trị giá 315 triệu USD với Sony để thay thế tất cả các máy chiếu phim truyền thống bằng hệ thống máy chiếu kỹ thuật số 4K bắt đầu từ quý 2 năm 2009 và hoàn tất vào năm 2012.
Đến tháng 6 năm 2010, có gần 16.000 phòng chiếu phim kỹ thuật số, với hơn 5000 trong số đó được thiết lập công nghệ lập thể. Theo một bài viết của David Hancock, tổng số phòng chiếu kỹ thuật số trên toàn cầu thời điểm đó đã chạm ngưỡng 36.242 phòng, so với con số 16.339 cuối năm 2009 với mức tăng trưởng 121,8% trong năm ấy. Có 10.083 phòng chiếu kỹ thuật số ở châu Âu (chiếm 28,2% toàn thế giới), 16.522 phòng ở Bắc Mỹ (chiếm 46,2% toàn thế giới) và 7.703 ở châu Á (21,6% toàn thế giới). Đã có tổng cộn 21.936 phòng chiếu 3D kỹ thuật số, tương đương 60,5% tổng số phòng chiếu kỹ thuật số; tăng so với mức 55% của năm 2009.
Đến cuối năm 2012, theo Screen Digest, 91,4% số phòng chiếu ở Anh đã được chuyển đổi sang kỹ thuật số và số còn lại được hy vọng sẽ hoàn tất vào giữa năm 2013. Ở một số vùng lãnh thổ, tốc độ chuyển đổi này có phần chậm hơn. Người ta hy vọng tất cả các phòng chiếu trên toàn cầu sẽ chuyển sang sử dụng công nghệ kỹ thuật số vào cuối năm 2015.

Bộ phim đầu tiên được phát hành dưới định dạng kỹ thuật số 48 khung hình trên giây là phim The Hobbit

## Phương thức hoạt động của Điện ảnh kỹ thuật số
Cùng với các thiết bị có sẵn tại các rạp chiếu phim sử dụng công nghệ phim truyền thống, phòng chiếu kỹ thuật số tương thích chuẩn DCI cần có thêm một máy chiếu kỹ thuật số và một máy vi tính gọi là "máy chủ".
Phim được chuyển đến rạp dưới dạng một tập tin kỹ thuật số gọi là "gói phim kỹ thuật số" (Digital Cinema Package, viết tắt DCP). Với một phim chiếu rạp tiêu chuẩn, kích thước tập tin đó sẽ nằm trong khoảng từ 90 đến 300GB dữ liệu (bằng khoảng hai đến sáu lần lượng dữ liệu chứa trong một đĩa Blu-ray) và có thể được chuyển đến bằng phương thức vật lý: phim được lưu trên một ổ đĩa cứng và được mang tới qua đường hàng không, đường bộ, v.v...; hoặc qua vệ tinh hay đường truyền cáp quang băng thông rộng. Hiện tại (tháng 12 năm 2013) vận chuyển vật lý là phương thức được sử dụng phổ biến nhất và đã trở thành một chuẩn công nghiệp. Trailer (clip giới thiệu phim) được chuyển đến trên một ổ cứng riêng biệt với kích thước khoảng từ 200 đến 400MB.
Dù DCP được vận chuyển bằng cách nào thì đầu tiên khi đến nơi nhận nó cũng cần phải được sao chép vào một ổ cứng nội bộ của máy chủ, thường là qua cổng USB, một công đoạn được gọi là "ăn" [tập tin] (ingesting). Thường với hầu hết các phim chiếu rạp, gói DCP phải được mã hóa. Các khoá mã hoá được chuyển đến riêng biệt, thường dưới dạng các tập tin đính kèm trên thư điện tử và sau đó được sao chép qua cổng USB. Các khoá mã hoá này chỉ có hiệu lực trong một khoảng thời gian nhất định và sẽ hết hạn sau khoảng thời gian rạp đó đăng ký chiếu. Các khoá này cũng gắn chặt với các thiết bị phần cứng (máy chủ và máy chiếu) chiếu phim đó, có nghĩa là nếu rạp đó muốn chuyển một bộ phim từ phòng chiếu này sang phòng chiếu khác hay kéo dài thời gian chiếu, họ phải đăng ký một khoá mã hoá khác từ nhà phân phối.
Việc trình chiếu nội dung phim được điều khiển bởi máy chủ sử dụng một "danh sách chiếu" (playlist). Đúng như tên gọi của nó, đây là một danh sách các nội dung sẽ được trình chiếu trong buổi chiếu phim đó, danh sách chiếu này do một nhân viên của rạp tạo ra bằng phần mềm độc quyền chạy trên máy chủ. Cùng với việc liệt kê danh sách các nội dung chiếu, danh sách cũng bao gồm các lệnh tự động cho phép danh sách chiếu có quyền quản lý máy chiếu, hệ thống âm thanh, ánh sáng phòng chiếu, phông rèm và màn che màn chiếu (nếu có), v.v.... Danh sách chiếu này có thể được khởi động bằng tay, bằng cách nhấp nút "chơi" (play) trên màn hình máy chủ, hoặc khởi động tự động theo thời gian định trước.